# Stichting Kabelnet Veendam
SKV (Stichting Kabelnet Veendam) is een kabelexploitant die alleen actief is in de gemeente Veendam. SKV heeft ongeveer 11.000 aansluitingen.
SKV is opgericht in 1988 door de gemeente en een aantal vrijwilligers.
Ze biedt aan haar leden 32 analoge zenders (na herindeling op 10/10/10, was 42), ca. 80 digitale zenders (waarvan 40 gratis), kabelinternet en sinds begin 2009 ook telefonie. Ook is het mogelijk om alles-in-één pakketten te kiezen.
SKV is de afgelopen jaren regelmatig in het (landelijk) nieuws geweest, door haar eigenzinnige en unieke karakter, alsmede haar geschillen met Essent kabelcom, tegenwoordig Ziggo en de Holland Media Groep (HMG), met als gevolg dat het bestuur van SKV in de zomer van 2003 de zenders van de HMG uitschakelde, en de leden van fSKV gedurende een aantal weken verstoken waren van de zenders RTL 4, RTL 5 en Yorin. Sinds 2005 heeft de SKV een juridisch geschil met Ziggo over doorgifte van het voormalige "TV-Home", het digitale pakket van Ziggo. Vanaf maart 2007 is het digitale pakket van Ziggo dan ook niet meer te ontvangen via het netwerk van SKV, sinds 18 juni 2007 heeft SKV eigen digitale betaalpakketten.
Dit pakket is mede tot stand gekomen door een glasvezel verbinding met het mediapark in Hilversum.
SKV is op dit moment de enige onafhankelijke kabelexploitant van de provincie Groningen.
Rond eind 2011 is het bedrijf begonnen met het aanleggen van een glasvezelverbinding tot de deur (FttH) door de hele gemeente Veendam, en biedt SKV diensten aan buiten de gemeente Veendam op particuliere initiatieven (bedrijven terreinen) in Zuidbroek en Ter Apel.